# Leo S. Olschki
La Leo S. Olschki è una casa editrice italiana fondata a Verona nel 1886 dall'omonimo editore e libraio antiquario proveniente dalla Prussia Orientale. Successivamente viene trasferita a Venezia e poi a Firenze.

## Storia

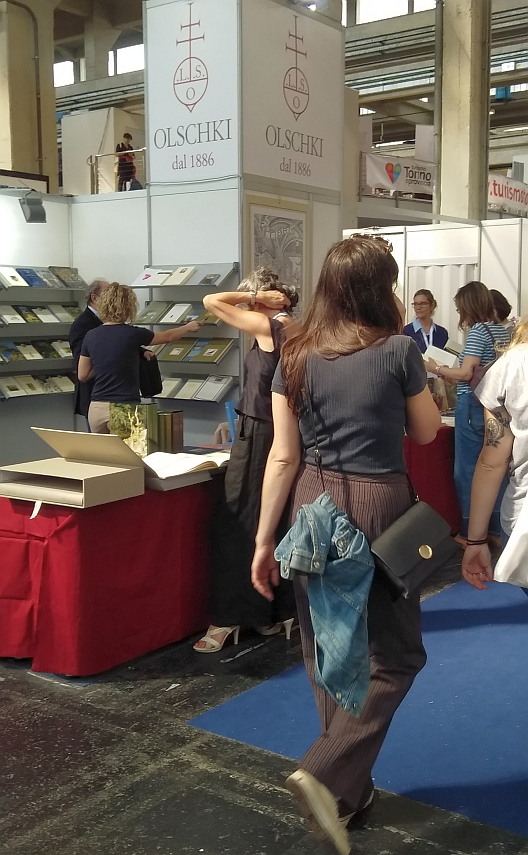
Salone del libro 2018, con lo stand Olschki

Leo Samuele Olschki nasce nel 1861 in territorio polacco della Prussia orientale. Discendente da una famiglia di tipografi ebrei, dopo i primi studi, nel 1879, si trasferisce a Berlino. Nel 1883 e approda a Verona, dove diviene direttore della Libreria Antiquaria Münster. Il primo marzo del 1886 fonda, a Verona, la «Libreria Antiquaria Editrice» e pubblica il suo primo catalogo di incunaboli. Con l'ampliarsi dell'attività Olschki si trasferisce nel 1890 a Venezia. Dopo sette anni trasferisce l'attività definitivamente a Firenze.
Con lo sviluppo dell'attività editoriale, nel 1909 Olschki decide di acquistare una tipografia che chiama «Giuntina» riferendosi ai Giunti, famosi tipografi fiorentini del XVI secolo. La «Giuntina» fu la tipografia delle Edizioni della "Voce". Successivamente, sempre allargando la propria attività, crea una filiale a Roma: nel 1914 in via Condotti 7, poi in via Fontanella Borghese 20-22 e, infine, in via del Babuino 153, sede che rimarrà attiva fino al termine della seconda guerra mondiale.
Durante la guerra del 1915-1918 Olschki, che non aveva la cittadinanza italiana avendo mantenuto il passaporto tedesco, è costretto all'esilio e si trasferisce a Ginevra dove fonda la «Salso» (acronimo di «Societé Anonime Leo S. Olschki»). Nel 1920, passata la guerra, torna in Italia, per poi morire in Svizzera nel 1940.
Gli eventi bellici segnano gravemente il patrimonio della Libreria Antiquaria e della Casa Editrice con gravi distruzioni provocate dalle mine a Firenze lungo il Mugnone e sul lungarno Corsini. In seguito alle leggi razziali del regime fascista - che non consentono ai cittadini "non ariani" di svolgere attività industriali - la Casa Editrice è costretta a cancellare il proprio nome dalle copertine dei libri. Per lo stesso motivo la tipografia Giuntina viene forzatamente venduta.
Nel 1950, dalle rovine di via Puccinotti, i figli Cesare e Aldo trasferiscono la Casa Editrice nella vecchia Firenze in via della Caldaie. Si allargano i contatti internazionali e ha vita un nuovo reparto dedicato alla diffusione all'estero. Alla morte di Aldo Olschki nel 1963 la responsabilità passa al figlio Alessandro (a cui succederanno nel 2011 i due figli Daniele e Costanza), che mantiene la specializzazione dell'editore nel settore culturale.
Seguendo la filosofia aziendale di mantenere in catalogo il maggior numero di pubblicazioni, anche datate, il catalogo generale pubblicato nel 1966 contiene circa 2000 titoli. Questo intento ha però un brusco epilogo quando un'alluvione dell'Arno sommerge il deposito di via Ghibellina distruggendo oltre 200 tonnellate di volumi.
Trascorsi diciannove anni, i locali di via delle Caldaie divengono insufficienti. La Casa Editrice si trasferisce nel 1969 in una villa cinquecentesca, fra il viale Europa e via di Villamagna, dove prosegue la propria attività. 
Il catalogo della casa editrice comprende circa 4.000 titoli e 25 periodici, tra cui l'Archivio storico italiano, la più antica rivista italiana ancora edita.